# Ceratomyxa lovei
Ceratomyxa lovei is een microscopische parasiet uit de familie Ceratomyxidae. Ceratomyxa lovei werd in 2010 beschreven door Gunter & Adlard. 